# Джими Мики
Джими Мики (на английски: Jimmy Michie) е английски професионален играч на снукър, роден в Йоркшир, Англия.
Джими Мики само веднъж в кариерата си на професионален играч по снукър достига първия кръг на Световното първенство по снукър - това се случва през 1996 г. Губи от Джеймс Уатана с 10 - 8 фрейма.
През сезон 2006/2007 Мики се намира на 61-во място в рагнлистата. Предните три сезона е сред най-добрите 48 и да започва квалификациите за турнирите от трети квалификационен кръг.
През 2002 г. Купа LG Джими Мики побеждава Марко Фу и Марк Кинг, достигайки четвърфинал, в който сразява трудно Джерард Грийн с 5 - 4 фрейма, след като губи в резултата с 1 - 4!. По този начин достига полуфинал, който губи с 2 - 6 фрейма от бъдещия победител Крис Смол.
През 2002 г. той безуспешно предлага награда от £ 1000 за връщане на негова реплика, която е била открадната заедно с колата му.
Джими Мики е близък приятел, както и конкурент на Рони О'Съливан.

## Сезон 2009/10
| Турнир                    | Резутат | Спечелени пари | Ранкинг точки | Най-голям брейк | 100+ брейк | 50+ брейк | Брой спечелени срещи |
| ------------------------- | ------- | -------------- | ------------- | --------------- | ---------- | --------- | -------------------- |
| Шанхай мастърс 2009       |         | £              |               |                 |            |           |                      |
| Гран При 2009             |         | £              |               |                 |            |           |                      |
| Британско първенство 2009 |         | £              |               |                 |            |           |                      |
| Мастърс 2010              |         | £              |               |                 |            |           |                      |
| Първенство на Уелс 2010   |         | £              |               |                 |            |           |                      |
| Първенство на Китай 2010  |         | £              |               |                 |            |           |                      |
| Световно първенство 2010  |         | £              |               |                 |            |           |                      |
| Общо                      |         | £              |               |                 |            |           |                      |